# Callington
Callington est une ville dans l'est des Cornouailles, au Royaume-Uni. 
Les hameaux de Bowling Green, Kelly Bray, Frogwell et Downgate sont inclus dans la paroisse.

## Jumelages
- Barsbüttel (Allemagne) depuis 2004[1]
- Guipavas (France) depuis 1982[2]

## Personnalités liées à la ville
- James Wriothesley (1605-1624), Début 1621, à l'âge de seulement 15 ans, il est élu député de la circonscription de Callington, alors que c'était un « bourg pourri ».